# San Gregorio (Pajacuarán)
San Gregorio es una localidad del estado mexicano de Michoacán. Es parte del municipio de Pajacuarán.

## Toponimia
El nombre «San Gregorio» hace referencia al santo patrono de la localidad: Gregorio Magno.

## Demografía
| Gráfica de evolución demográfica |
|                                  |

| Censo | Población |
| ----- | --------- |
| 1921  | 193       |
| 1930  | 129       |
| 1940  | 1032      |
| 1950  | 1769      |
| 1960  | 2305      |
| 1970  | 2171      |
| 1980  | 2713      |
| 1990  | 2134      |
| 2000  | 2194      |
| 2010  | 2087      |
| 2020  | 2144      |